# Domna Visvizi
Domna Visvizi (Chios, 1783 - Pireu, 1850) foi uma revolucionária grega, que lutou a favor da independência da Grécia contra o Império Otomano. Foi a capitã do navio Kalomoira, durante a Guerra da Independência em 1821.

## Biografia
Nasceu em 1783, em Chios, como filha de proprietários de terras. Em 1808, casou-se com Hatzi Antonis Visvizi, que fazia parte da Filiki Eteria (Sociedade dos Amigos); juntos tiveram 5 filhos.
Durante a Guerra da Independência que ocorreu em 1821, Domna e Antonis doaram dinheiro e propriedades para a revolução. Enviaram seus filhos para a França, em um orfanato para crianças de guerra. E entraram na batalha no mar Egeu contra o exército otomano, com Antonis sendo capitão e Domna como a co-capitã do navio Kalomoira. Antonis foi morto em batalha no dia 21 julho de 1822. Domna passou a ser a capitã do navio, que contribuiu substancialmente com a guerra, bloqueando os navios inimigos em Eubeia; atacando com canhões os exércitos em continente; e levando armamentos e suprimentos para os guerrilheiros em Skiathos, Odysseas e Androutsos.
No ano de 1824, doou seu navio para continuar servindo na batalha pela independência; e quando foi danificado, serviu de navio incendiário, onde destruiu um dos melhores navio otomano, o Hazne Gemnisi.
 

Após a guerra, foi morar em Nafplio, e depois se mudou para Ermoupoli. Ficou na pobreza, pois tinha doado todos os seus bens para a guerra. Obteve ajuda financeira do governo grego para sustentar seus filhos. Faleceu em 1850, em Pireu.